# Belgische provincieraadsverkiezingen 1985
De Belgische provincieraadsverkiezingen van 1985 vonden plaats op zondag 13 oktober.
Er werden in heel België verkiezing gehouden voor de provincieraden, deze vielen samen met de federale parlementsverkiezingen voor de Kamer van volksvertegenwoordigers en de Senaat.

## Structuur

### Vlaanderen
Aantal te verkiezen provincieraadsleden in Vlaanderen, ingedeeld in kiesarrondissementen en provinciedistricten (in totaal 340):
| Antwerpen (90) | Limburg (70) | Oost-Vlaanderen (90) | West-Vlaanderen (90) |
| --- | --- | --- | --- |
| - Antwerpen - Antwerpen (30) - Boom (9) - Kapellen (13) - Mechelen - Mechelen (8) - Lier (9) - Turnhout - Turnhout (6) - Herentals (8) - Mol (8) | - Hasselt - Hasselt (9) - Beringen (10) - Genk (8) - Herk-de-Stad (3) - Sint-Truiden (5) - Maaseik - Maaseik (4) - Bree (3) - Peer (5) - Neerpelt (6) - Tongeren - Tongeren (5) - Borgloon (4) - Bilzen (3) - Maasmechelen (5) | - Aalst - Aalst (8) - Geraardsbergen (5) - Zottegem (5) - Dendermonde - Dendermonde (8) - Zele (4) - Eeklo - Eeklo (5) - Gent - Gent (16) - Deinze (6) - Evergem (4) - Lochristi (7) - Oudenaarde - Oudenaarde (4) - Ronse (4) - Sint-Niklaas - Sint-Niklaas (7) - Temse (7) | - Brugge - Brugge (21) - Diksmuide - Diksmuide (4) - Ieper - Ieper (6) - Poperinge (3) - Kortrijk - Kortrijk (12) - Harelbeke (6) - Menen (5) - Oostende - Oostende (11) - Roeselare - Roeselare (6) - Izegem (5) - Tielt - Tielt (7) - Veurne - Veurne (4) |

## Resultaten

### Vlaanderen
Verkiezingsresultaten per partij en provincie in Vlaanderen:
| Partij of kartel     | Partij of kartel     | Antwerpen | Antwerpen | Limburg | Limburg | Oost-Vlaanderen | Oost-Vlaanderen | West-Vlaanderen | West-Vlaanderen |
| % Stemmen / Zetels   | % Stemmen / Zetels   | %         | 90        | %       | 70      | %               | 90              | %               | 90              |
| -------------------- | -------------------- | --------- | --------- | ------- | ------- | --------------- | --------------- | --------------- | --------------- |
|                      | CVP                  | 32,86     | 33        | 34,81   | 28      | 33,40           | 34              | 37,45           | 38              |
|                      | PVV                  | 14,57     | 14        | 14,73   | 10      | 20,05           | 19              | 16,19           | 14              |
|                      | SP                   | 22,79     | 22        | 26,70   | 20      | 22,68           | 23              | 24,32           | 25              |
|                      | KPB                  | 0,52      | -         | -       | -       | 0,59            | -               | 0,43            | -               |
|                      | Volksunie            | 12,96     | 11        | 16,71   | 12      | 13,26           | 12              | 13,07           | 11              |
|                      | Agalev               | 9,38      | 7         | 5,14    | 0       | 6,55            | 2               | 5,81            | 2               |
|                      | Vlaams Blok          | 4,20      | 2         | 0,90    | -       | 1,99            | -               | 1,17            | -               |
|                      | PVDA                 | 2,11      | 1         | 0,95    | -       | 0,58            | -               | 0,50            | -               |
|                      | SAP                  | 0,20      | -         | -       | -       | 0,09            | -               | -               | -               |
|                      | RAD                  | 0,21      | -         | -       | -       | -               | -               | -               | -               |
|                      | PKS                  | 0,19      | -         | -       | -       | -               | -               | -               | -               |
|                      | SDU-PDB              | -         | -         | 0,06    | -       | -               | -               | -               | -               |
|                      | Groen                | -         | -         | -       | -       | 0,80            | -               | -               | -               |
|                      | VL                   | -         | -         | -       | -       | -               | -               | 0,26            | -               |
|                      | VVP                  | -         | -         | -       | -       | -               | -               | 0,09            | -               |
|                      | PLC                  | -         | -         | -       | -       | -               | -               | 0,03            | -               |
| Ingeschreven kiezers |                      |           |           |         |         |                 |                 |                 |                 |
| Totaal stemmen       | Totaal stemmen       | 1.108.932 | 1.108.932 | 480.965 | 480.965 | 953.448         | 953.448         | 777.428         | 777.428         |
| Geldige stemmen      | Geldige stemmen      | 1.031.891 | 1.031.891 | 447.067 | 447.067 | 889.165         | 889.165         | 711.740         | 711.740         |
| Blanco en ongeldig % | Blanco en ongeldig % | 6,95      | 6,95      | 7,05    | 7,05    | 6,74            | 6,74            | 8,45            | 8,45            |

### Wallonië
Verkiezingsresultaten per partij en provincie in Wallonië.
| Partij of kartel     | Partij of kartel     | Henegouwen | Henegouwen | Luik    | Luik    | Luxemburg | Luxemburg | Namen   | Namen   |
| % Stemmen / Zetels   | % Stemmen / Zetels   | %          | 90         | %       | 86      | %         | 50        | %       | 60      |
| -------------------- | -------------------- | ---------- | ---------- | ------- | ------- | --------- | --------- | ------- | ------- |
|                      | PSC                  | 20,36      | 19         | 20,90   | 19      | 34,82     | 19        | 27,92   | 18      |
|                      | PRL                  | 20,20      | 21         | 23,56   | 22      | 32,74     | 18        | 24,58   | 16      |
|                      | PS                   | 43,38      | 47         | 40,53   | 39      | 25,20     | 13        | 35,72   | 23      |
|                      | PCB                  | 4,04       | -          | 2,82    | 1       | -         | -         | 0,71    | -       |
|                      | Ecolo                | 7,67       | 3          | 6,70    | 4       | 4,75      | -         | 7,46    | 3       |
|                      | UDRT                 | 1,17       | -          | 1,28    | -       | 0,77      | -         | 1,23    | -       |
|                      | PTB                  | 0,58       | -          | 0,53    | -       | -         | -         | -       | -       |
|                      | SEP                  | 1,28       | -          | 1,95    | -       | 1,73      | -         | 1,55    | -       |
|                      | POS                  | 0,24       | -          | 0,23    | -       | -         | -         | 0,06    | -       |
|                      | PLC                  | 0,02       | -          | 0,07    | -       | -         | -         | -       | -       |
|                      | PW                   | 0,76       | -          | -       | -       | -         | -         | 0,76    | -       |
|                      | PCN                  | 0,16       | -          | -       | -       | -         | -         | -       | -       |
|                      | FORCES               | 0,14       | -          | -       | -       | -         | -         | -       | -       |
|                      | PDB                  | -          | -          | 1,07    | 1       | -         | -         | -       | -       |
|                      | UPW                  | -          | -          | 0,11    | -       | -         | -         | -       | -       |
|                      | AAT                  | -          | -          | 0,05    | -       | -         | -         | -       | -       |
|                      | UND                  | -          | -          | 0,20    | -       | -         | -         | -       | -       |
| Ingeschreven kiezers |                      |            |            |         |         |           |           |         |         |
| Totaal stemmen       | Totaal stemmen       | 783.812    | 783.812    | 627.055 | 627.055 | 153.835   | 153.835   | 275.072 | 275.072 |
| Geldige stemmen      | Geldige stemmen      | 715.148    | 715.148    | 576.987 | 576.987 | 142.644   | 142.644   | 253.322 | 253.322 |
| Blanco en ongeldig % | Blanco en ongeldig % | 8,76       | 8,76       | 7,98    | 7,98    | 7,27      | 7,27      | 7,91    | 7,91    |

### Provincie Brabant
Verkiezingsresultaten per partij in de provincie Brabant.
| Partij of kartel     | Partij of kartel     | Brabant   | Brabant   |
| % Stemmen / Zetels   | % Stemmen / Zetels   | %         | 90        |
| -------------------- | -------------------- | --------- | --------- |
|                      | CVP                  | 16,19     | 17        |
|                      | PSC                  | 7,86      | 9         |
|                      | PRL                  | 15,92     | 18        |
|                      | PVV                  | 9,44      | 10        |
|                      | PS                   | 11,66     | 12        |
|                      | SP                   | 10,03     | 9         |
|                      | Volksunie            | 6,78      | 7         |
|                      | FDF                  | 6,42      | 7         |
|                      | Ecolo                | 4,08      | 0         |
|                      | Agalev               | 3,53      | 1         |
|                      | Vlaams Blok          | 1,50      | -         |
|                      | FN-NF                | 0,19      | -         |
|                      | UDRT-RAD             | 3,26      | -         |
|                      | KPB-PCB              | 0,85      | -         |
|                      | PVDA-PTB             | 0,40      | -         |
|                      | SAP-POS              | 0,09      | -         |
|                      | PLC                  | 0,30      | -         |
|                      | URD                  | 0,07      | -         |
|                      | SEP                  | 0,82      | -         |
|                      | UND                  | 0,31      | -         |
|                      | FORCES               | 0,10      | -         |
|                      | PW                   | 0,01      | -         |
|                      | DCA-EU               | 0,01      | -         |
| Ingeschreven kiezers |                      |           |           |
| Totaal stemmen       | Totaal stemmen       | 1.389.659 | 1.389.659 |
| Geldige stemmen      | Geldige stemmen      | 1.277.311 | 1.277.311 |
| Blanco en ongeldig % | Blanco en ongeldig % | 8,35      | 8,35      |